# Sasumata
Il sasumata (刺股?, lancia biforcata) è un'arma giapponese utilizzata soprattutto dalle forze di polizia samurai e per auto-difesa nel Giappone feudale.

## Descrizione ed uso
Sebbene alcune fonti collochino l'origine del sasumata nel periodo Muromachi, la maggior parte degli autori ne descrivono l'utilizzo nel periodo Edo; in questo periodo i samurai, coadiuvati da cittadini comuni, si occupavano di operazioni di polizia usando diversi tipi di armi non letali per catturare sospetti criminali.
Il sasumata è molto simile allo tsukubo e al sodegarami (fanno parte della stessa famiglia di armi ed insieme a queste compone i Torimono sandōgu, i tre strumenti di arresto) ed è lungo solitamente 2 metri o più; il manico di legno robusto era solitamente rivestito di aculei o punte taglienti in ferro, collegati tramite strisce metalliche all'estremità distale dell'arma per evitare che la persona catturata potesse aggrapparsi a questa.
La testa variava da arma ad arma: poteva essere a "U" chiusa o a "U" aperta; all'interno delle "corna" poteva trovarsi una punta di ferro. La testa del sasumata era usata per bloccare al collo, alle braccia, alle gambe o ad altre articolazioni un sospettato, trattenendolo per permettere alle guardie di avvicinarsi ed immobilizzarlo con la tecnica dell'hojōjutsu. L'estremità opposta del sasumata spesso terminava con una calotta di metallo (ishizuki) come nel naginata o nelle altre armi ad asta.

## Varianti
Don Cunningham afferma che sia esistita una versione di sasumata utilizzata nel campo della lotta agli incendi conosciuta come chokyakusan, rinkaku, tetsubashira, e tokikama; riferisce anche che in Cina vi era una versione similare chiamata chang jiao qian, cha gan o anche huo cha (forca per il fuoco), che probabilmente aveva le medesime funzioni. Tutti questi strumenti erano usati dai pompieri per demolire più agevolmente edifici in fiamme, sollevare le scale e portare a termine le loro funzioni.
Ai giorni nostri una moderna versione di sasumata è occasionalmente utilizzata dalla polizia giapponese come strumento di autodifesa; anche se usato raramente, ve ne sono numerosi in ogni centrale di polizia. Questi sasumata sono fatti in alluminio, quindi resistenti ma ben più leggeri, e sono privi degli aculei e delle punte che si potevano trovare nella controparte medievale.
Alcuni modelli sono stati commercializzati nelle scuole a causa di una crescente paura di aggressioni dall'esterno nelle aule, come riportato da giornali giapponesi quali il Mainichi Shinbun: diversi fatti di cronaca come il massacro della scuola di Osaka del 2001 hanno spinto alcune scuole in Giappone a rendere disponibili al corpo insegnanti dei sasumata per proteggere se stessi o gli studenti, gestendo una potenziale minaccia fino all'arrivo delle autorità.

## Galleria d'immagini

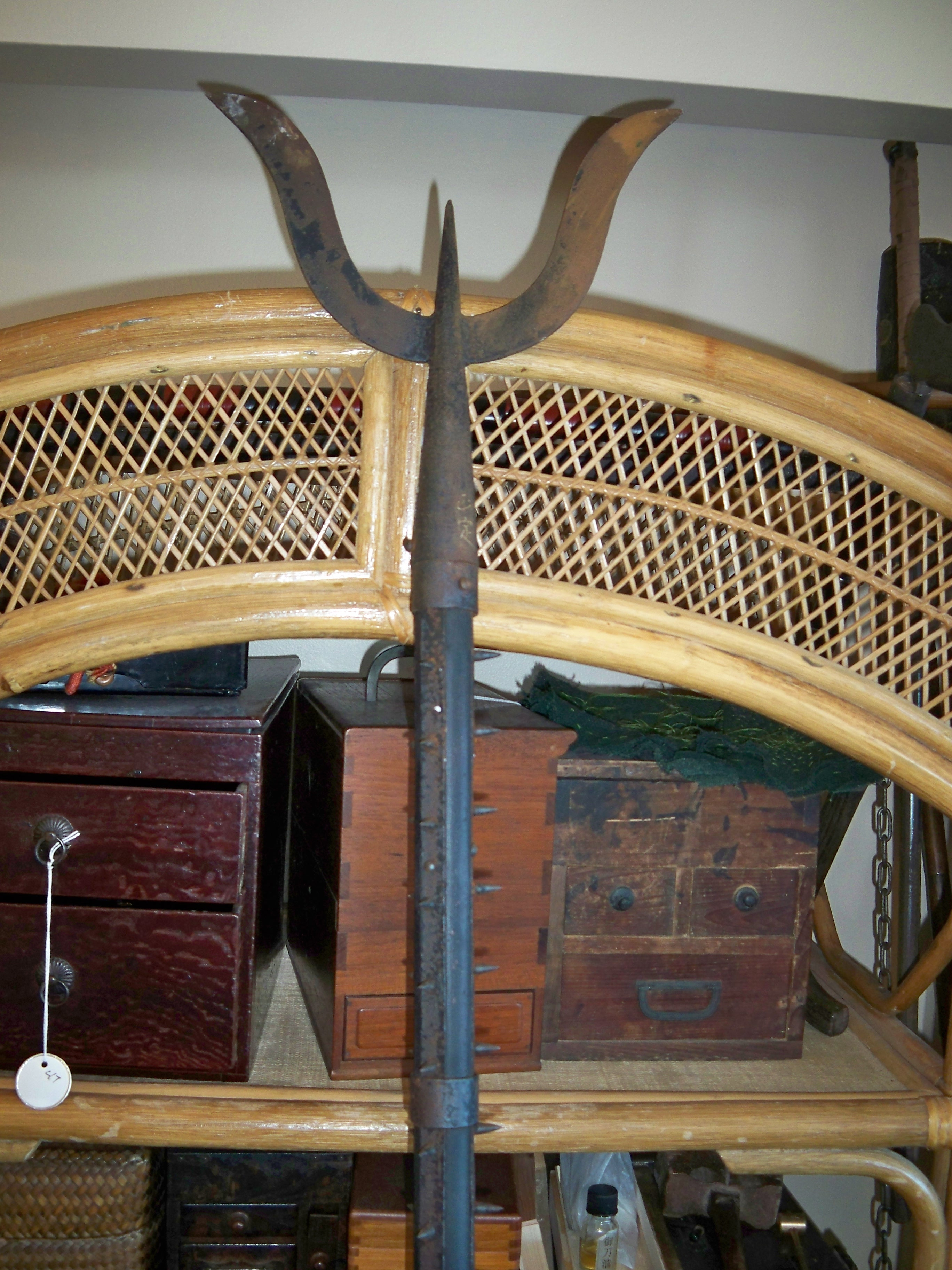
Sasumata di ferro
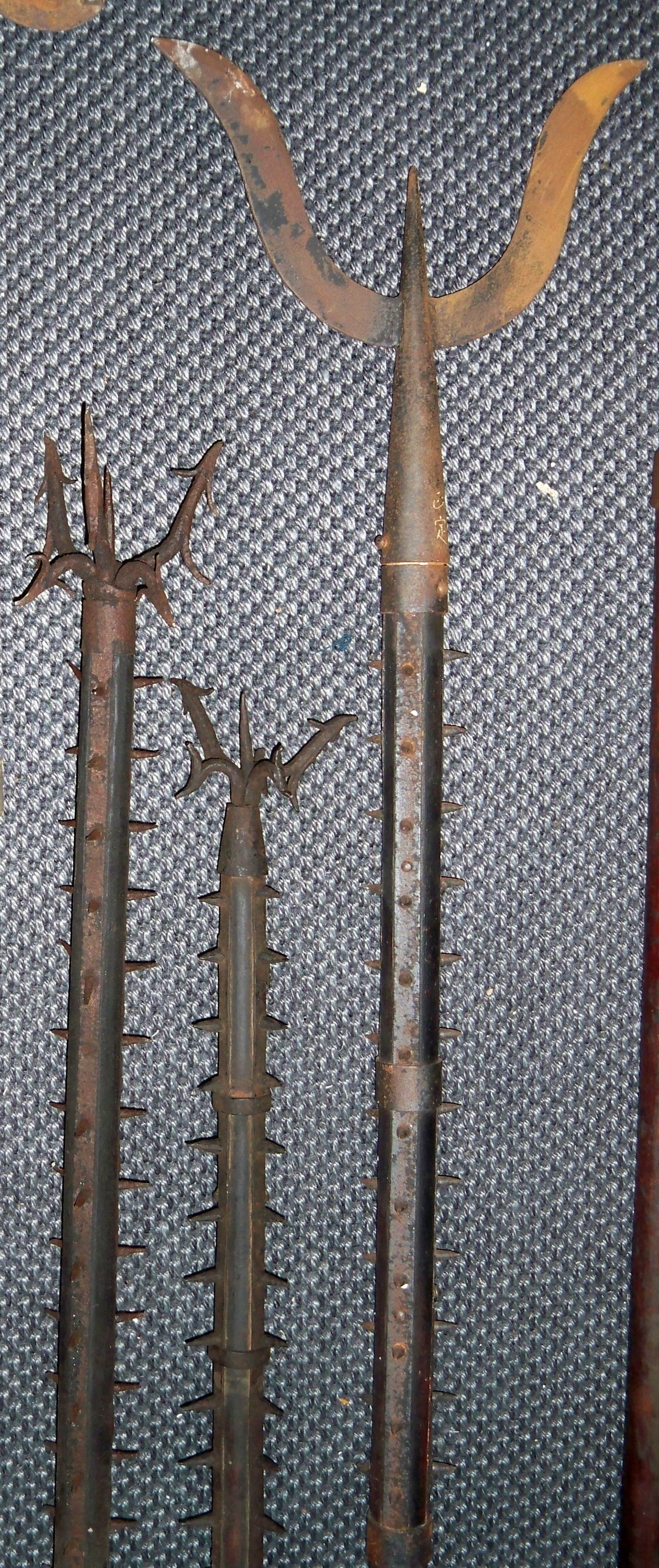
Sodegarami e sasumata
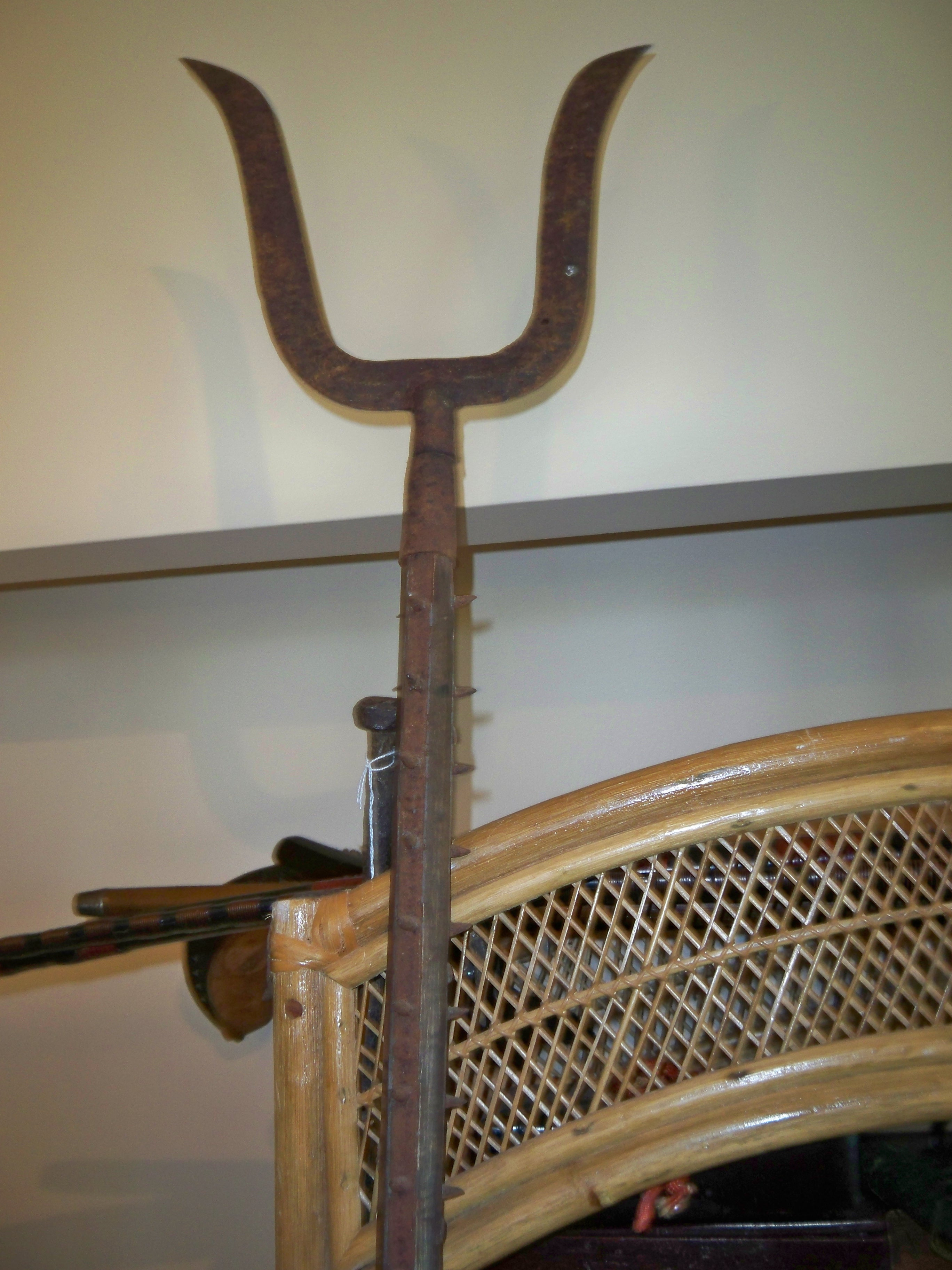
Sasumata del periodo Edo
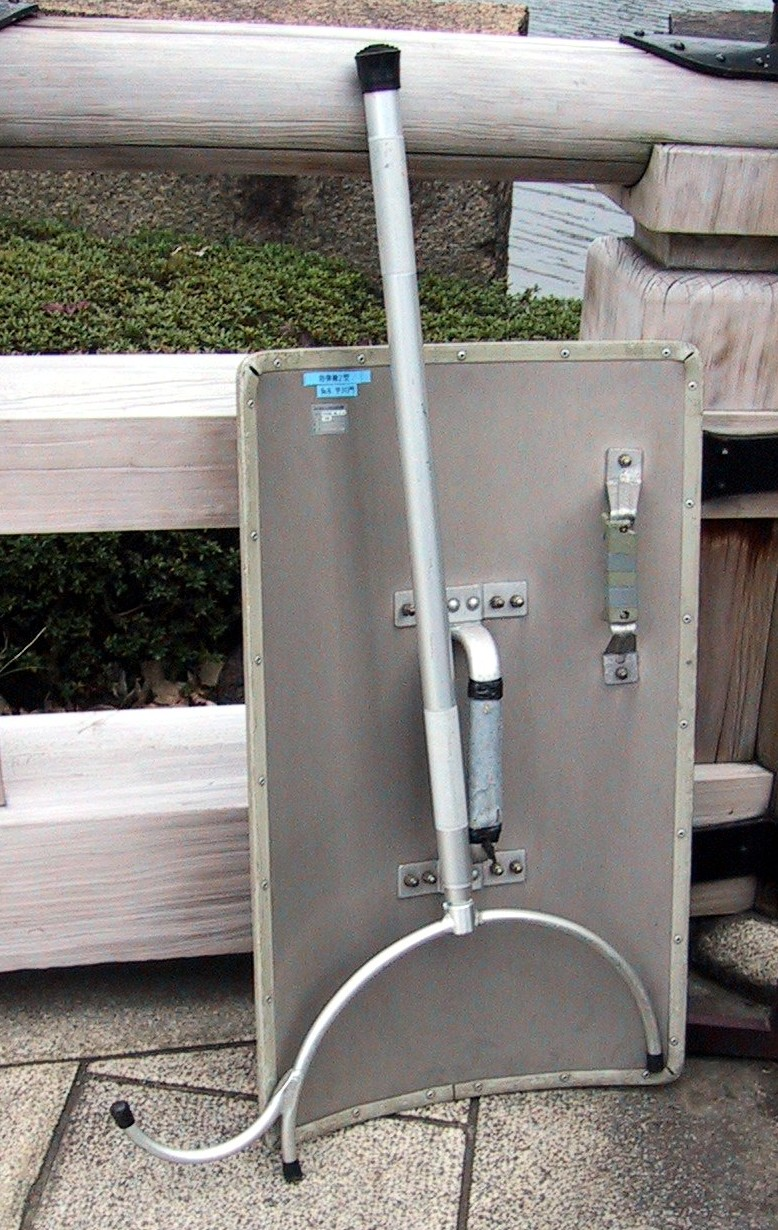
Una moderna sasumata